# Firmisanschneide
Firmisanschneide är en bergstopp i Österrike. Den ligger i distriktet Imst och förbundslandet Tyrolen, i den västra delen av landet. Toppen på Firmisanschneide är 3 491 meter över havet, eller 228 meter över den omgivande terrängen.
Den högsta punkten i närheten är Mittlerer Ramolkogel, 3 518 meter över havet, nordost om Firmisanschneide.
Trakten runt Firmisanschneide består i huvudsak av kala bergstoppar och isformationer.